# Renault Safrane
El Renault Safrane es un automóvil de turismo del segmento E producido por el fabricante francés Renault entre 1992 y 2000. Al igual que su predecesor el Renault 25, tiene una carrocería liftback de 5 puertas. Tiene motor delantero transversal y tracción delantera; en algunos mercados se ofreció con tracción integral (o en las cuatro ruedas), una versión llamada Quadra. En Europa fue sustituido por el Renault Vel Satis (también de carrocería liftback) y en otros mercados fue sustituido por el SM5/SM 7 de Renault Samsung, basado en el Nissan Teana, y fabricado en Corea del Sur.
Una versión particularmente potente del Safrane fue el V6 Biturbo (1992-1996), en colaboración con los preparadores alemanes Hartge (mecánica) e Irmscher (quienes se ocuparon de los acabados), que llevó al V6 PRV a 260 cv. Esta versión fue descontinuada por su bajo nivel de ventas (806 unidades fueron producidas en total) y su motor base fue sustituido al aparecer en 1998 el nuevo motor V6 a gasolina PSA-Renault de 2946 cc y 194 cv en lo que toca al Safrane, el que compartió con el Renault Laguna.
Todas las motorizaciones tenían inyección de combustible y convertidor catalítico. El Safrane recibió una reestilización profunda en 1996, en la que se modificó el frontal, la trasera y los interiores, inspirado en el prototipo Renault Safrane V6 Turbo Long Cours Concept de 1994.

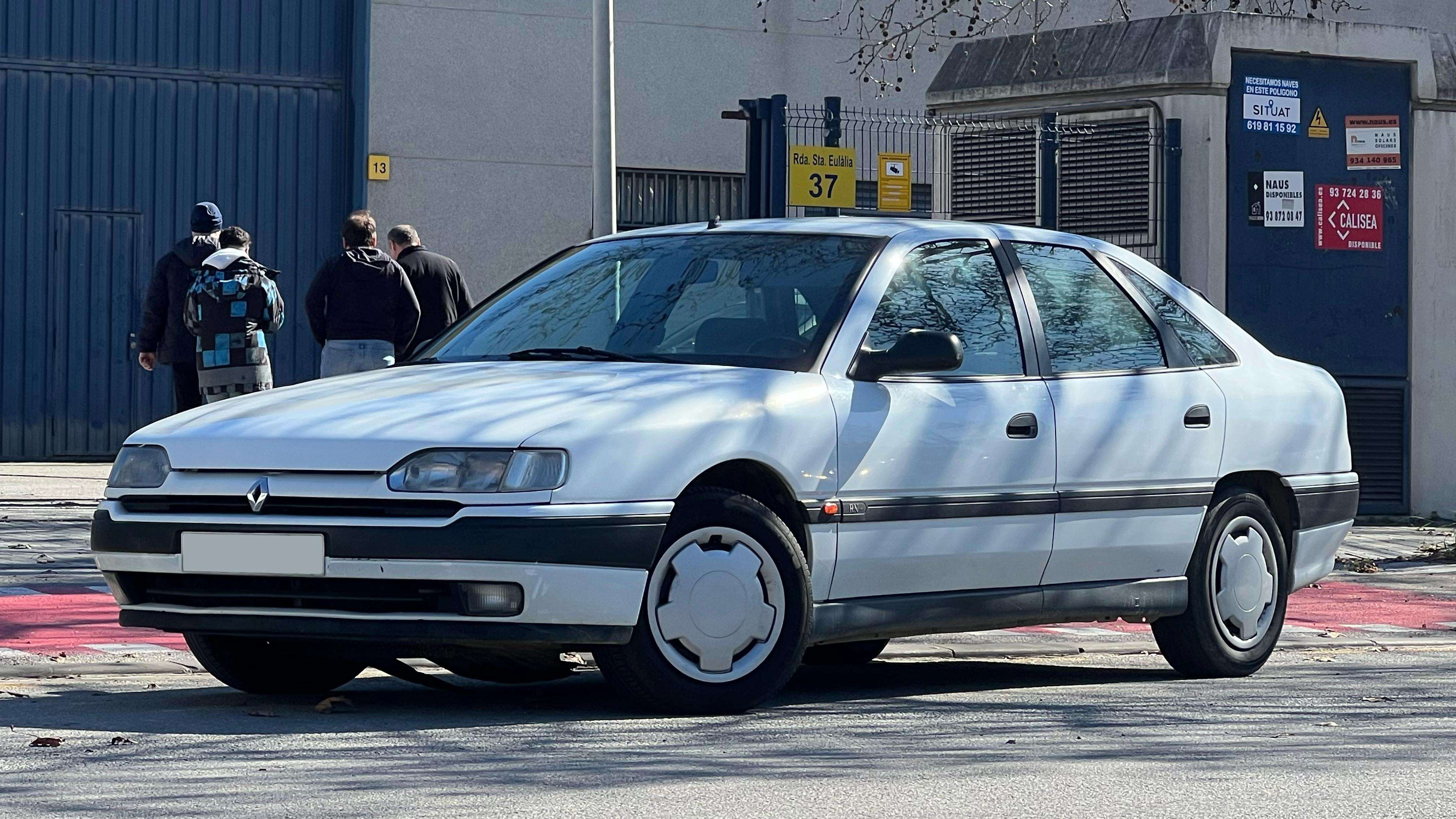
Renault Safrane V6i RN (Pre-Restyling)

## Motores

### Pre-reestilización
|                                | 2.0i                                              | 2.0 Si                                            | 2.2i                  | 2.2 Si                                            | 3.0i                                              | 3.0i Biturbo           |
| ------------------------------ | ------------------------------------------------- | ------------------------------------------------- | --------------------- | ------------------------------------------------- | ------------------------------------------------- | ---------------------- |
| Periodo                        | 1992-1996                                         | 1992-1996                                         | 1992-1996             | 1992-1996                                         | 1992-1996                                         | 1993-1996              |
| Tipo de motor                  | L4 8v                                             | L4 12v                                            | L4 8v                 | L4 12v                                            | V6 12v                                            | V6 12v, biturbo        |
| Identificación del motor       | J7R                                               | J7R                                               | J7T                   | J7T                                               | Z7X                                               | Z7X                    |
| Diámetro x carrera             | 88.0 mm x 82.0 mm                                 | 88.0 mm x 82.0 mm                                 | 88.0 mm x 89.0 mm     | 88.0 mm x 89.0 mm                                 | 93.0 mm x 73.0 mm                                 | 93.0 mm x 73.0 mm      |
| Cilindrada                     | 1995 cm³                                          | 1995 cm³                                          | 2165 cm³              | 2165 cm³                                          | 2975 cm³                                          | 2975 cm³               |
| Relación de compresión         | 9.2: 1                                            | 9.3: 1                                            | 9.2: 1                | 9.2: 1                                            | 9.6: 1                                            | 7.6: 1                 |
| Potencia máxima: CV (kW) @ rpm | 105 CV (77 kW) @ 5000                             | 132 CV (97 kW) @ 6000                             | 107 CV (79 kW) @ 5000 | 137 CV (101 kW) @ 5750                            | 167 CV (123 kW) @ 5500                            | 268 CV (193 kW) @ 5500 |
| Par máximo: Nm @ rpm           | 155 Nm @ 2550                                     | 170 Nm @ 4500                                     | 175 Nm @ 2500         | 182 Nm @ 4500                                     | 235 Nm @ 4500                                     | 365 Nm @ 2500          |
| Tracción                       | Delantera                                         | Delantera                                         | Delantera             | Delantera                                         | Delantera / Total                                 | Total                  |
| Transmisión                    | Manual, 5 velocidades / Automática, 4 velocidades | Manual, 5 velocidades / Automática, 4 velocidades | Manual, 5 velocidades | Manual, 5 velocidades / Automática, 4 velocidades | Manual, 5 velocidades / Automática, 4 velocidades | Manual, 5 velocidades  |
| Aceleración 0–100 km/h         | 12.5 s                                            | 11.2 s                                            | 11.9 s                | 10.2 s                                            | 9.6 s                                             | 7.2 s                  |
| Velocidad máxima               | 189 km/h                                          | 203 km/h                                          | 189 km/h              | 206 km/h                                          | 220 km/h                                          | 250 km/h               |
| Consumo combinado (L/100 km)   | 8.4                                               | 8.7                                               | 8.6                   | 8.7                                               | 10.1                                              | 10.4                   |

| Periodo                        | 1993-1996             | 1992-1996                                         |           |           |           |           |           |           |
| Tipo de motor                  | L4 8v, turbo          | L4 8v, turbo                                      |           |           |           |           |           |           |
| Identificación del motor       | J8S                   | S8U                                               |           |           |           |           |           |           |
| Diámetro x carrera             | 86.0 mm x 89.0 mm     | 93.0 mm x 92.0 mm                                 |           |           |           |           |           |           |
| Cilindrada                     | 2068 cm³              | 2499 cm³                                          |           |           |           |           |           |           |
| Relación de compresión         | 21.5: 1               | 22.5: 1                                           |           |           |           |           |           |           |
| Potencia máxima: CV (kW) @ rpm | 88 CV (65 kW) @ 4250  | 113 CV (83 kW) @ 4200                             |           |           |           |           |           |           |
| Par máximo: Nm @ rpm           | 187 Nm @ 2000         | 240 Nm @ 2400                                     |           |           |           |           |           |           |
| Tracción                       | Delantera             | Delantera                                         | Delantera | Delantera | Delantera | Delantera | Delantera | Delantera |
| Transmisión                    | Manual, 5 velocidades | Manual, 5 velocidades / Automática, 4 velocidades |           |           |           |           |           |           |
| Aceleración 0–100 km/h         | 14.9 s                | 12.9 s                                            |           |           |           |           |           |           |
| Velocidad máxima               | 177 km/h              | 195 km/h                                          |           |           |           |           |           |           |
| Consumo combinado (L/100 km)   | 6.9                   | 7.4                                               |           |           |           |           |           |           |

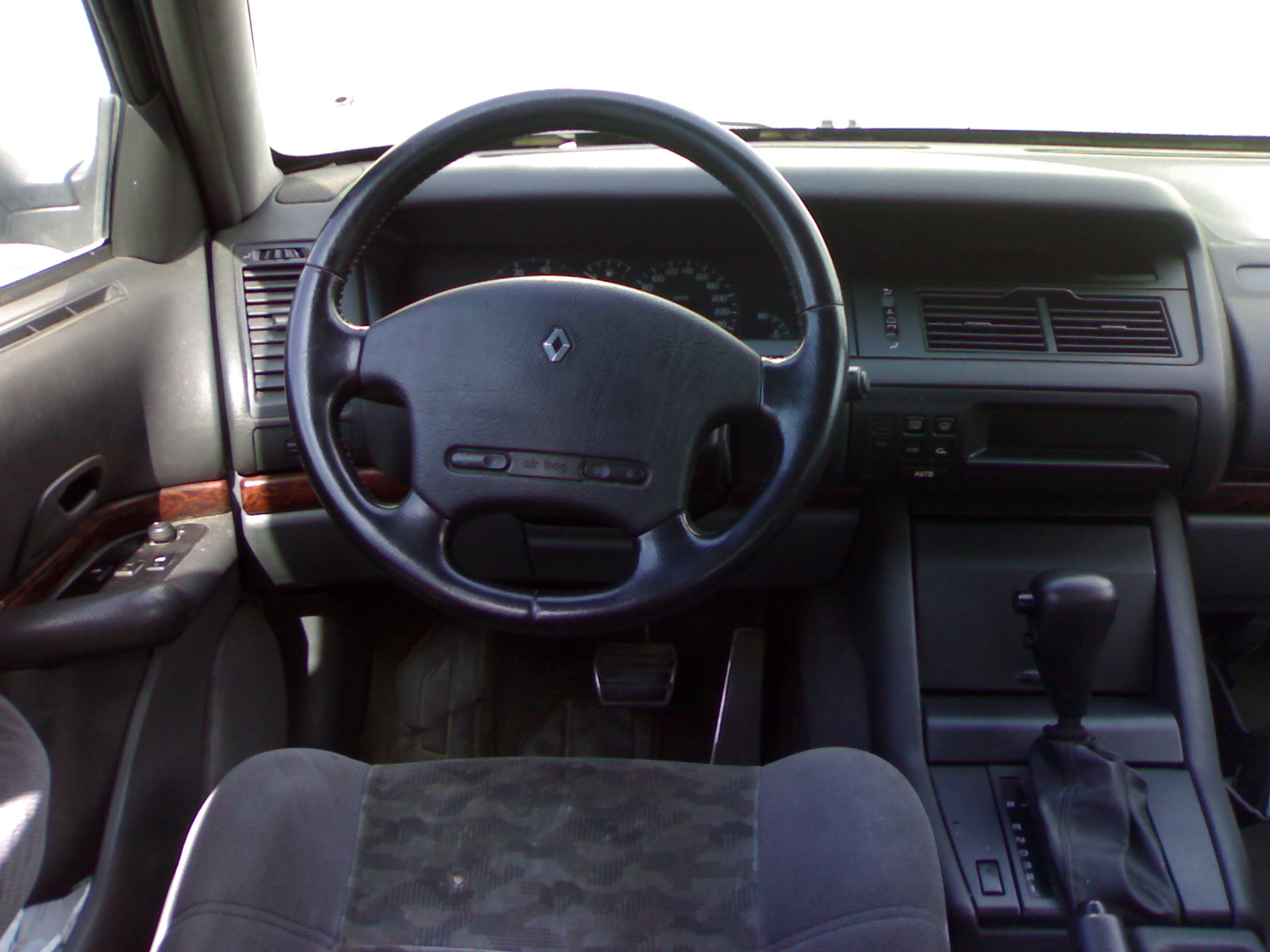
Interior del Safrane.
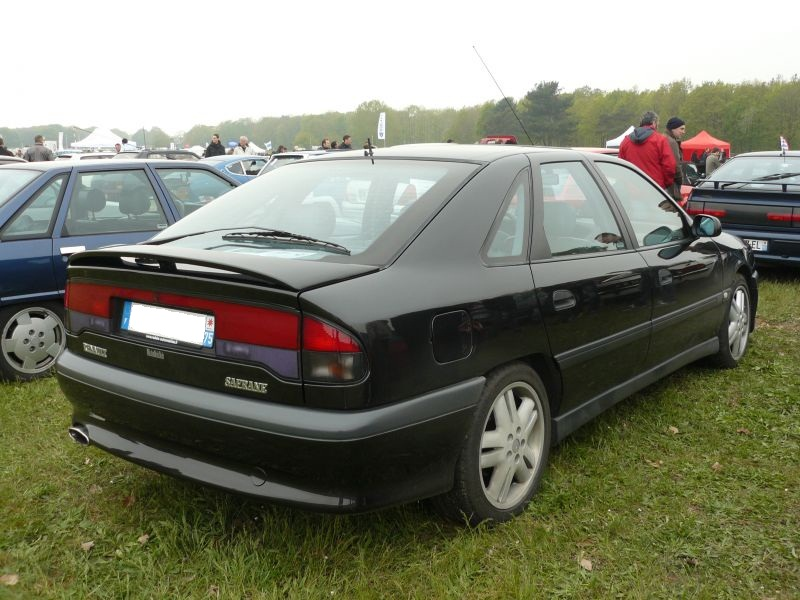
Vista trasera de un Safrane fase 1.

### Post-reestilización
| Periodo                        | 1996-2000                                         | 1996-2000                                         | 1996-1999                 | 1999-2000                 | 1996-2000             |           |           |           |
| Tipo de motor                  | L4 16v                                            | L5 20v                                            | V6 12v                    | V6 24v                    | L4 12v, diésel, turbo |           |           |           |
| Identificación del motor       | N7Q                                               | N7U                                               | Z7X                       | L7X                       | G8T                   |           |           |           |
| Diámetro x carrera             | 83.0 mm x 90.0 mm                                 | 83.0 mm x 90.0 mm                                 | 93.0 mm x 72.7 mm         | 87.0 mm x 82.6 mm         | 87.0 mm x 92.0 mm     |           |           |           |
| Cilindrada                     | 1948 cm³                                          | 2435 cm³                                          | 2963 cm³                  | 2946 cm³                  | 2188 cm³              |           |           |           |
| Relación de compresión         | 10.5: 1                                           | 10.5: 1                                           | 9.6: 1                    | 10.5: 1                   | 22.0: 1               |           |           |           |
| Potencia máxima: CV (kW) @ rpm | 136 CV (100 kW) @ 6000                            | 165 CV (121 kW) @ 6000                            | 167 CV (123 kW) @ 5500    | 190 CV (140 kW) @ 5750    | 113 CV (88 kW) @ 4300 |           |           |           |
| Par máximo: Nm @ rpm           | 182 Nm @ 4500                                     | 211 Nm @ 4600                                     | 235 Nm @ 4500             | 267 Nm @ 4000             | 250 Nm @ 2500         |           |           |           |
| Tracción                       | Delantera                                         | Delantera                                         | Delantera                 | Delantera                 | Delantera             | Delantera | Delantera | Delantera |
| Transmisión                    | Manual, 5 velocidades / Automática, 4 velocidades | Manual, 5 velocidades / Automática, 4 velocidades | Automática, 4 velocidades | Automática, 4 velocidades | Manual, 5 velocidades |           |           |           |
| Aceleración 0–100 km/h         | 10.5 s                                            | 9.1 s                                             | 10.2 s                    | 9.5 s                     | 13.2 s                |           |           |           |
| Velocidad máxima               | 207 km/h                                          | 220 km/h                                          | 210 km/h                  | 225 km/h                  | 192 km/h              |           |           |           |
| Consumo combinado (L/100 km)   | 9.1                                               | 10.3                                              | 13.4                      | 11.6                      | 7.3                   |           |           |           |

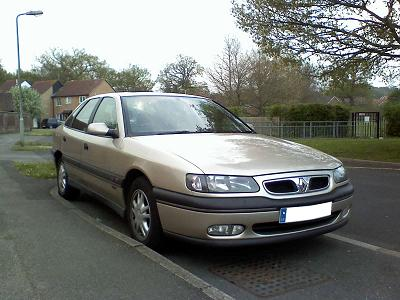
Frontral del Safrane fase 2.
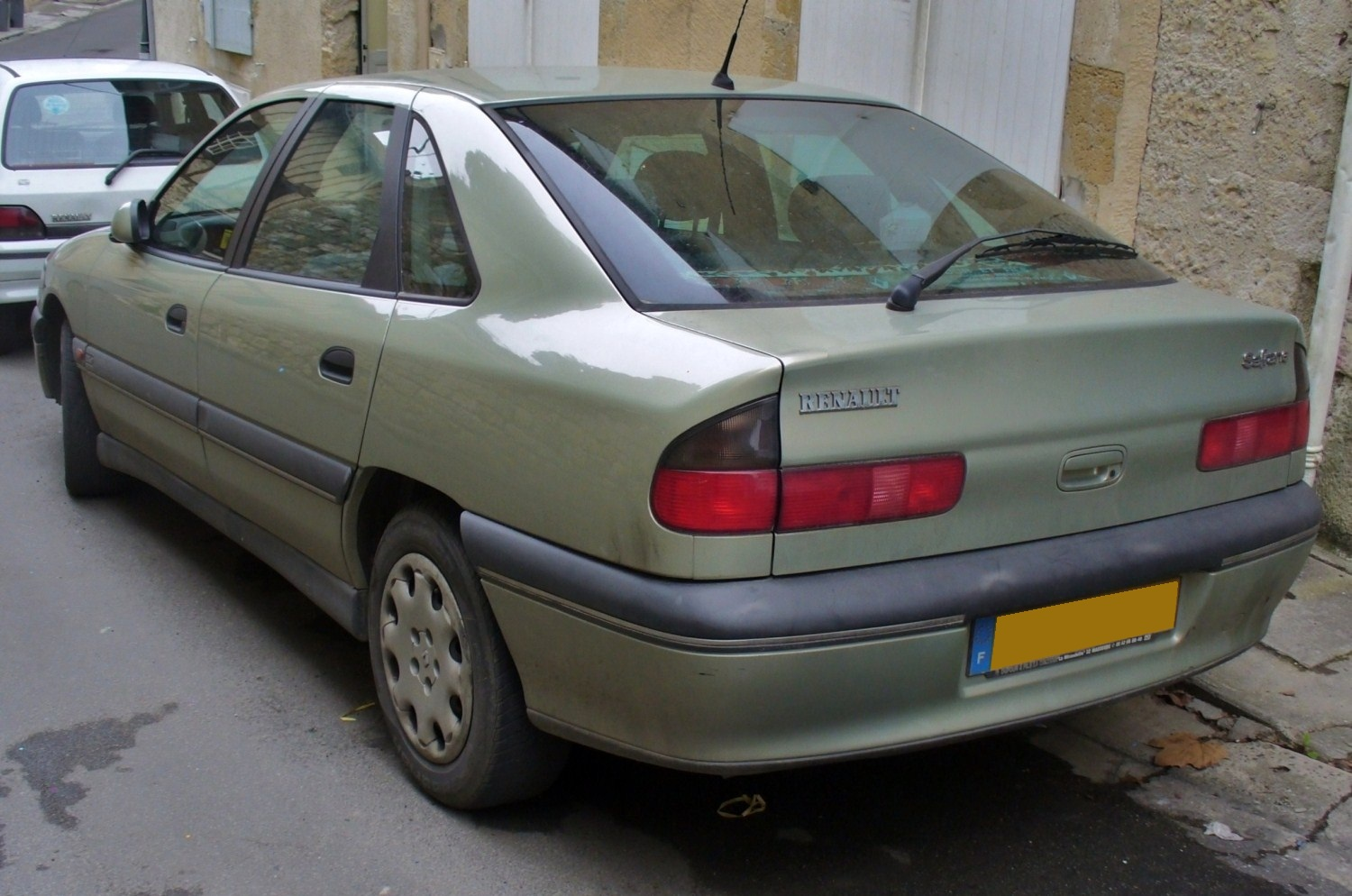
Vista trasera del Safrane fase 2.

## Safrane II (México y países del Golfo)
Renault ha decidido emplear nuevamente el nombre Safrane en uno de sus vehículos, en esta ocasión se trata de un sedán de 4 puertas de tamaño grande basado en el Renault Samsung SM5. Este nuevo modelo emplea un motor 4 cilindros 2.0 L de 143 CV, o un V6 2.3 L 170 CV. Inicialmente se dio a conocer la intención de lanzarlo en países de Oriente Medio. Sin embargo, días más tarde se dio a conocer los planes de Renault para introducirlo como tope de su gama en México en marzo de 2009, mismo que fue presentado en el próximo Salón Internacional del Automóvil México.
En la actualidad, este Safrane ha sido sustituido por el Renault Latitude, si bien en los países en los que ya se comercializaba el Safrane II (México y Países del Golfo) el Latitude se vende bajo el nombre Safrane.

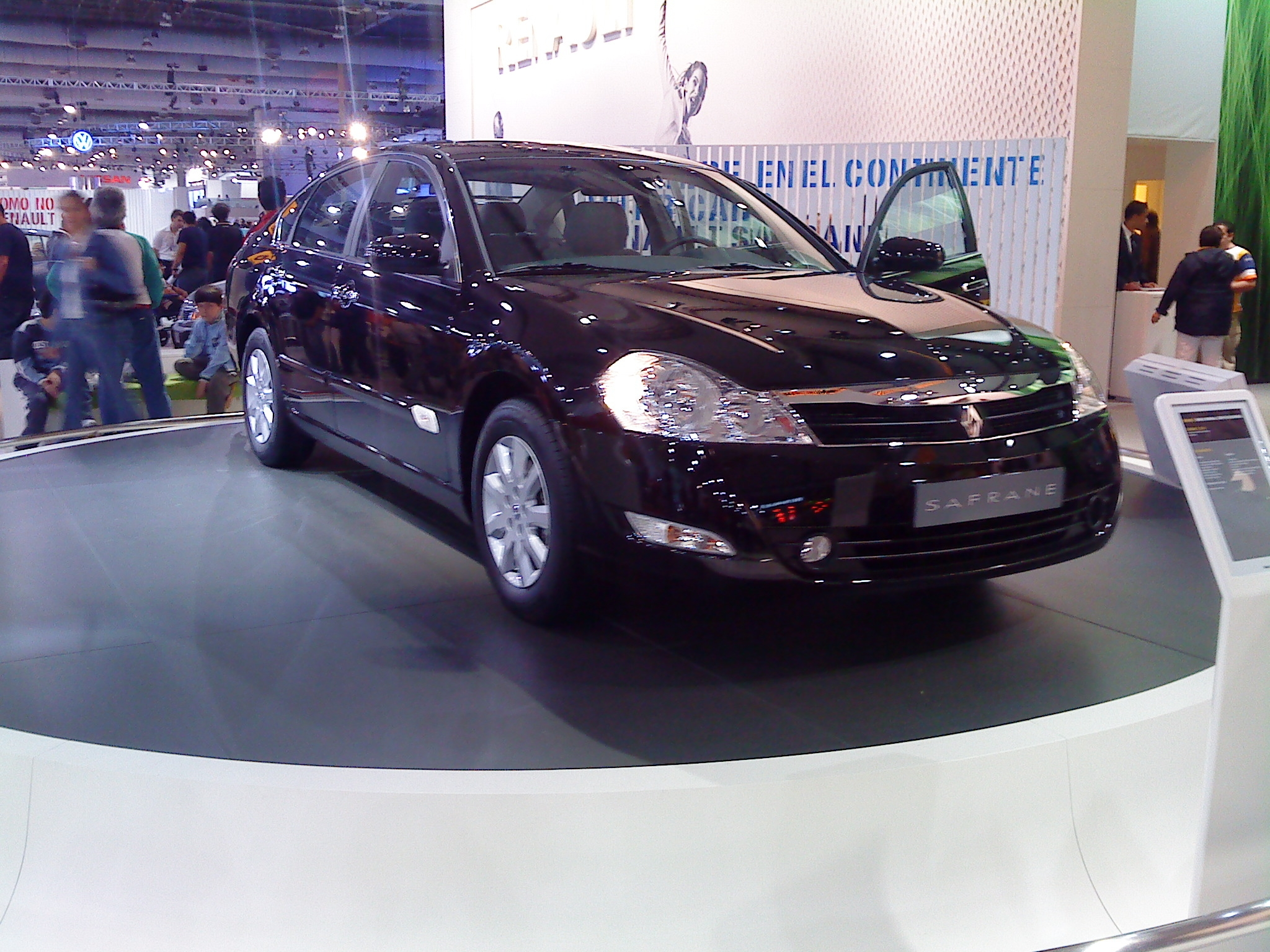
El Renault Safrane II durante su presentación en el Salón Internacional del Automóvil México en 2008.
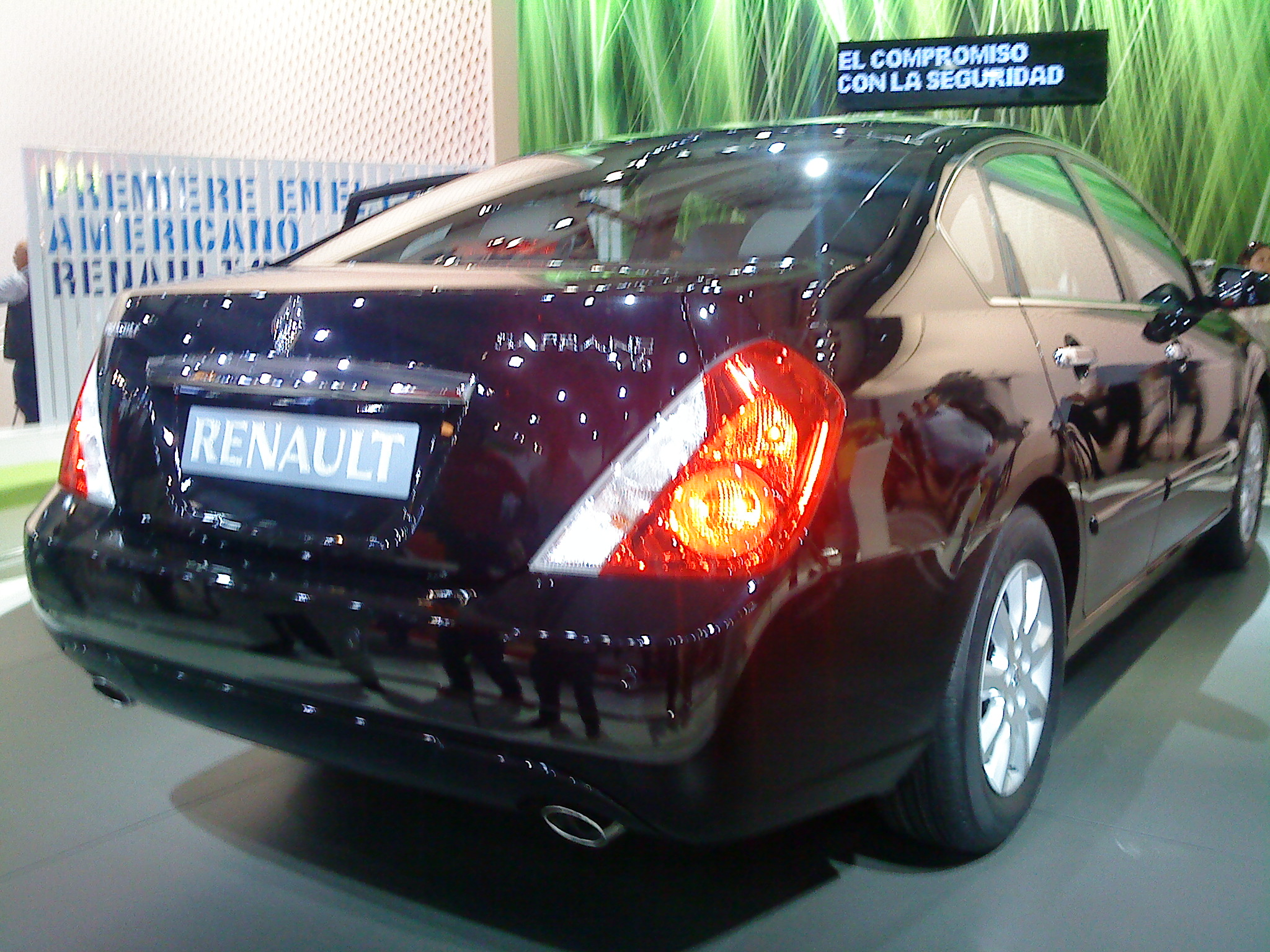
Vista trasera del Safrane II.